# Synedoida hudsonica
Synedoida hudsonica is een vlinder uit de familie van de spinneruilen (Erebidae). De wetenschappelijke naam van de soort is voor het eerst geldig gepubliceerd in 1865 door Grote & Robinson.